# 다락원체육공원
다락원체육공원(다락院體育公園, Daragwon Sports Park)은 대한민국 서울특별시에 있는 스포츠 시설이다. 인조잔디 필드가 갖춰진 경기장이며, 2018년 4월에 준공되었다.

## 참고 문헌
- “다락원체육공원”. 도봉구시설관리공단.[깨진 링크(과거 내용 찾기)]
- 〈다락원체육공원〉. 《디지털도봉문화대전》. 한국학중앙연구원.
- 《2023 전국 공공체육시설 현황 (2022년 12월말 기준)》. 대한민국 문화체육관광부. 2024.